# Coleopuccinia sinensis
Coleopuccinia sinensis är en svampart som beskrevs av Pat. 1889. Coleopuccinia sinensis ingår i släktet Coleopuccinia, ordningen Pucciniales, klassen Pucciniomycetes, divisionen basidiesvampar och riket svampar.   Inga underarter finns listade i Catalogue of Life.